# Lagynochthonius gibbus
Espèce
Lagynochthonius gibbus est une espèce de pseudoscorpions de la famille des Chthoniidae.

## Distribution
Cette espèce est endémique du Guizhou en Chine. Elle se rencontre dans les xians de Jiangkou et de Sinan.

## Description
Les mâles mesurent de 1,23 à 1,39 mm et les femelles de 1,64 à 1,82 mm.

## Systématique et taxinomie
Cette espèce a été décrite par Sun, Guo et Zhang en 2024.

## Publication originale
- (en) Sun, Guo et Zhang, « Five new epigean Lagynochthonius species (Pseudoscorpiones, Chthoniidae) from southern China », ZooKeys, vol. 1198,‎ 2024, p. 101-134 (lire en ligne)